# ワニノ
座標: 北緯49度05分 東経140度16分 / 北緯49.083度 東経140.267度

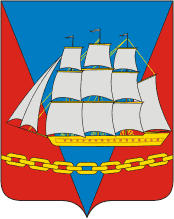
ワニノ市の紋章

ワニノ（ヴァニノ、ロシア語: Ва́нино、英語：Vanino）は、ロシアの極東部に位置する港町で、ハバロフスク地方に属する。人口は1万7326人（2021年）。
サハリン（樺太）の対岸に位置し、日本海最北部のタタール海峡（間宮海峡）に面した重要な港であるワニノ港がある。またバイカル・アムール鉄道（バム鉄道）も通る。バム鉄道は、ワニノの南15kmにある港湾都市ソヴィエツカヤ・ガヴァニ（ソフガバニ）が終点になっている。ワニノ周辺はワニノ湾（ヴァニノ湾）などがあり海岸線が入り組んでいるため、ソヴィエツカヤ・ガヴァニへの陸路での距離はこの2倍ほどになる。冬には北から流氷が押し寄せるため、不凍港というわけではない。

## 歴史

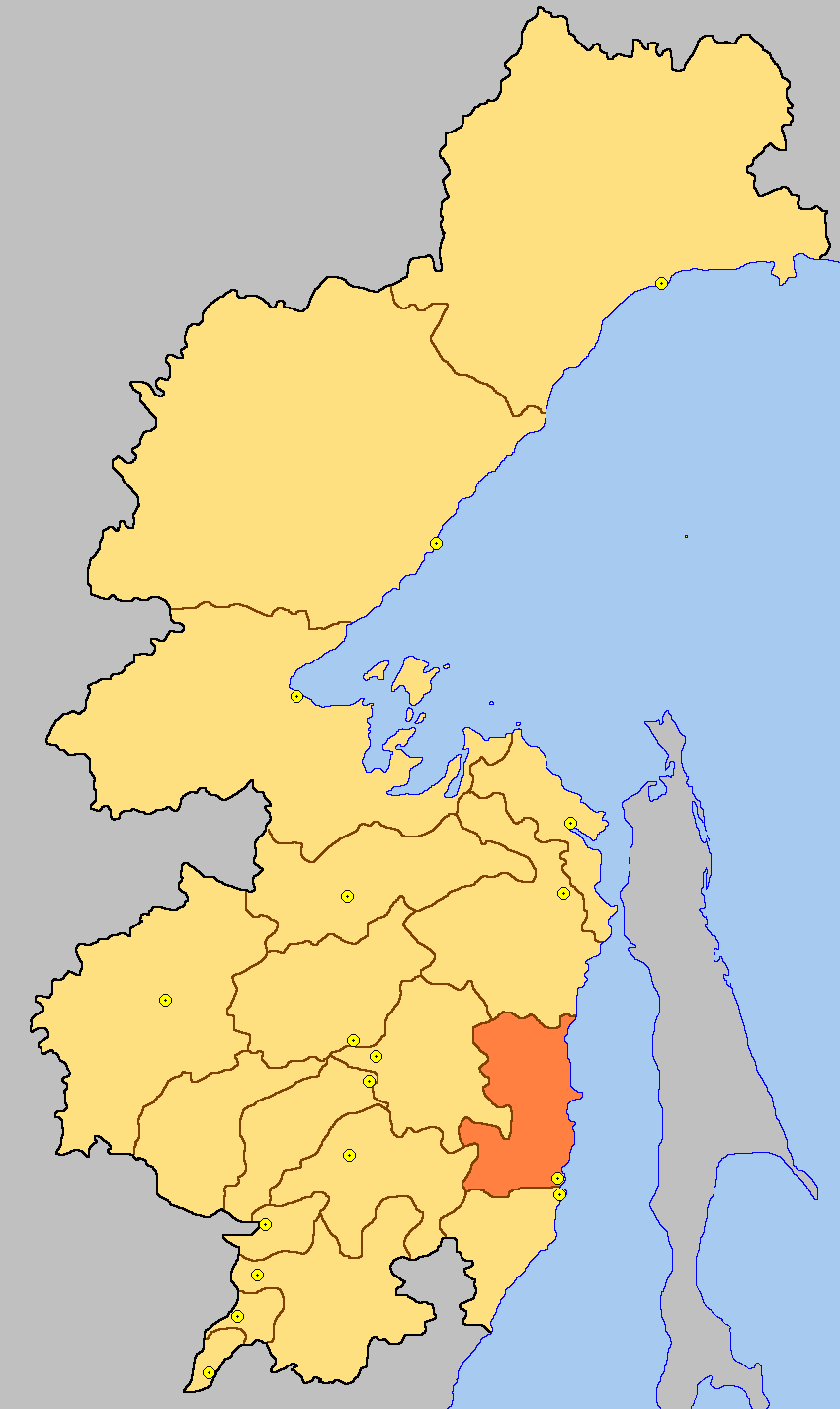
ワニノを含むワニノ県の位置

ワニノの位置するワニノ湾（ヴァニノ湾）は、1874年にこの一帯の地図を作製した探検隊に属した地形学者の一人イオアキム・クレメンチエヴィチ・ヴァーニン（И. К. Ванин）の名に由来する。
ワニノ港と、内陸のコムソモリスク・ナ・アムーレを結ぶバイカル・アムール鉄道は1943年に着工し、1945年に完成した。この鉄道の完成で、ワニノは陸路でロシアの他の地区と結ばれ、急速に発展した。
ワニノは1958年には、それまで一体だった南のソヴィエツカヤ・ガヴァニ市から行政的に独立した。1973年にはワニノはハバロフスク地方に新設されたワニノ地区（ヴァニンスキー地区）の行政中心地となった。

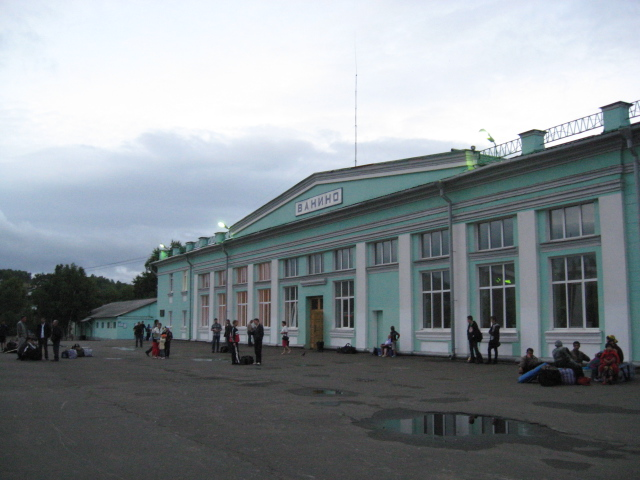
ワニノ駅

ワニノ駅は、ユーラシア大陸最東端の駅である。このため、内陸部への生活物資が送り込まれる拠点となっているとともに、内陸部からやってくる産物の集積地ともなっている。一例では、ブラーツク市で精錬されたアルミニウムや、ネリュングリなど南ヤクート炭田で採掘された石炭は、バム鉄道経由でワニノまで運ばれてきて、港から日本ほか東アジア各地に輸出されている。

### ワニノ港
1940年代を通じて、ワニノはウラジオストクとともに、オホーツク海の北のマガダン港と大陸本土とを結ぶ連絡船の発着港であり、コルィマ鉱山のグラグ（強制収容所）へ送られる政治犯たちもワニノからマガダン港へ送られている。こうした政治犯は、マガダンとヤクーツクを結ぶ国道の建設や国道沿いの金鉱などでの労働に従事させられた。スターリン時代以後も、ソ連最東端の地域への最短航路を提供するワニノ港の重要性は高まり続け、1989年には港の貨物取扱量は1,150万トンに達した。また1973年以来、サハリンのホルムスク（かつての真岡付近）とワニノとを結ぶ砕氷船によるフェリー（ワニノ・ホルムスク鉄道連絡船）が運航し、サハリンとロシア本土とを結ぶ連絡路となっている。ソビエト連邦の崩壊後は経済の混乱でワニノ港は縮小し、2005年の取扱量は620万トンに減っている。一時期、ホルムスクを経由し小樽に向かう国際フェリーが運航されていたが、燃料費の高騰を理由に2005年で休航となった。
2013年、ワニノ港が鉄鋼系会社に買収され、長らく北洋材の積み出し基地として機能していた港の使用に制限が掛けられた。以降、木材の積み出しはソフガバニ港へシフトしている。

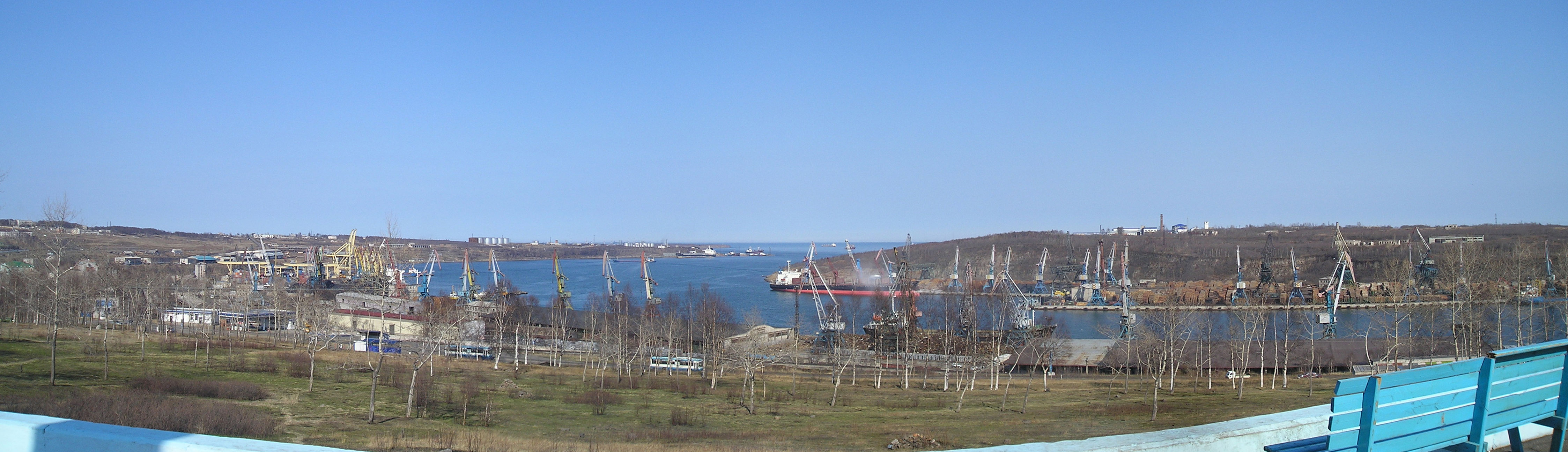
ワニノ港

## 企業
- アルカイム (木材販売業)

## 姉妹都市・提携都市
- 石狩市（日本）
- 麗水市 (韓国)